# Girolles (Loiret)
Girolles ist eine französische Gemeinde mit 599 Einwohnern (Stand: 1. Januar 2022) im Département Loiret in der Region Centre-Val de Loire. Sie ist Teil des Kantons Courtenay im Arrondissement Montargis. Die Einwohner werden Girollois genannt.

## Geographie
Girolles liegt etwa 63 Kilometer ostnordöstlich von Orléans. Umgeben wird Girolles von den Nachbargemeinden Préfontaines im Norden und Nordwesten, Nargis im Norden, Fontenay-sur-Loing im Osten und Nordosten, Cepoy im Südosten, Corquilleroy im Süden und Südwesten sowie Treilles-en-Gâtinais im Westen.

## Bevölkerungsentwicklung
| 1962                       | 1968 | 1975 | 1982 | 1990 | 1999 | 2006 | 2018 |
| -------------------------- | ---- | ---- | ---- | ---- | ---- | ---- | ---- |
| 402                        | 381  | 392  | 503  | 545  | 582  | 707  | 611  |
| Quellen: Cassini und INSEE |      |      |      |      |      |      |      |

## Sehenswürdigkeiten
- Kirche Notre-Dame aus dem 12. Jahrhundert

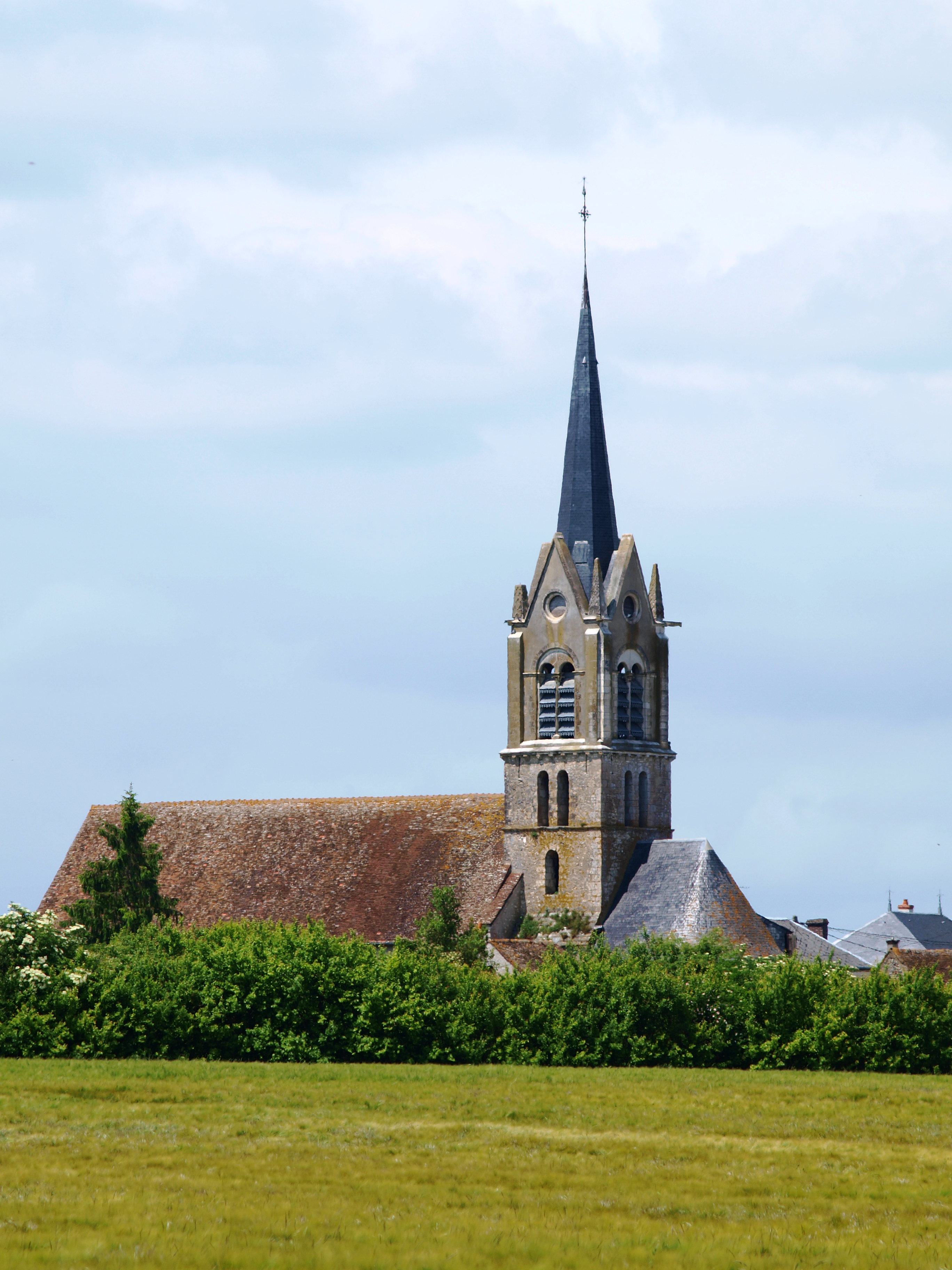
Kirche Notre-Dame